# Ashley Hinson
Ashley Elizabeth Hinson Arenholz (Des Moines, 27 giugno 1983) è una politica statunitense, membro della Camera dei Rappresentanti per lo stato dell'Iowa dal 2021.

## Biografia
Nata a Des Moines, la Hinson studiò giornalismo alla University of Southern California e lavorò per l'emittente televisiva KCRG-TV.
Entrata in politica con il Partito Repubblicano, nel 2016 si candidò alla Camera dei rappresentanti dell'Iowa e venne eletta. Fu riconfermata per un secondo mandato due anni dopo, sconfiggendo di misura l'avversario.
Nel 2020 si candidò alla Camera dei Rappresentanti nazionale e riuscì a sconfiggere di misura la deputata democratica in carica da un solo mandato Abby Finkenauer. La sua campagna elettorale fu incentrata sui temi delle infrastrutture e dei tagli alle tasse.